# Eriborus braccatus
Eriborus braccatus là một loài tò vò trong họ Ichneumonidae.